# 윌리암 R. 모시스
윌리암 R. 모시스(William R. Moses, 1959년 11월 17일 ~ )는 미국의 배우, 영화 제작자이다.
로스앤젤레스에서 태어났다.

## 출연 작품
- 킬링 대디 (2014년)
- 어슘드 킬러 (2013년) - Dr. 그린 역
- 위 해브 유어 허즈밴드 (2011년)
- 17인의 피고인 (2009년)
- 미국 십대의 비밀생활 시즌1 (2008년)
- 제인 도: 아이 오브 더 비홀더 (2008년)
- 제인 도: 타이즈 댓 바인드 (2007년)
- 라이크 마더, 라이크 도터 (2007년) - 존 역
- 제인 도: 더 하더 데이 폴 (2006년)
- 제인 도: 베니싱 액트 (2005년)
- 행맨의 커스 (2003년)
- 크리스마스 차일드 (2003년) - 잭 역
- 체인 오브 커맨드 (2000년)
- 위키드 (1998년)
- 블라인드 러브 (1997년)
- 제7의 천국 (1996년)
- 이블 페이스 (1996년)
- 죽음의 처방 (1996년)
- 위장된 음모 (1996년)
- 얼굴 없는 살인 (1995년)
- 터치드 바이 언 엔젤 (1994년)
- 펀 (1994년)
- 미스테리 (1994년)
- 공포의 모텔 (1994년)
- 살인 재판 (1994년)
- 흔들리는 유혹 2 (1993년)
- 페리 메이슨 - 페이틀 패션의 사건 (1991년)
- 페리 메이슨 - 글래스 코핀의 사건 (1991년)
- 불멸의 록 허드슨 (1990년)
- 에이리언 프럼 LA (1988년)
- 미스틱 피자 (1988년)
- 전쟁과 추억 (1988년)
- 선택 (1981, Choices)

### 텔레비전
- 사랑의 유람선 (1977년)
- 킹 앤 맥스웰
- 메이저 크라임 시즌1
- 미국 십대의 비밀생활 시즌4
- CSI 라스베가스 시즌11
- 글래이즈 1
- 크로싱 조단 시즌1 (2001년)